# Andreas Senk
Andreas Senk (ur. 1960, zm. 13 września 1966 w Berlinie) – nieletni mieszkaniec Berlina Zachodniego zmarły wskutek utonięcia w Sprewie i zaliczany w związku z towarzyszącymi temu zdarzeniu okolicznościami do ofiar śmiertelnych Muru Berlińskiego.

## Życiorys
Jako jedyne dziecko swojej matki Andreas Senk mieszkał i dorastał w Berlinie Zachodnim. W godzinach przedpołudniowych 13 września 1966 r. bawił się na mieszczącej się w dzielnicy Kreuzberg nadbrzeżnej ulicy Gröbenufer, gdzie pomiędzy 10 a 12 godziną wepchnięty został przez jedno z dzieci do wody. Powierzchnia Sprewy należała w tym miejscu w całości do terytorium Berlina Wschodniego i była strzeżona przez żołnierzy wojsk granicznych NRD, pomimo tego faktu ci nie zauważyli jednak ani z wieżyczek strażniczych ani z pokładów łodzi patrolowych znajdującego się w wodzie dziecka. Przybyła na miejsce wypadku około godziny 14.00 zachodnioberlińska straż pożarna zmuszona była penetrować dno rzeki przy pomocy bosaków – strażakom nie zezwolono bowiem na wejście do wody. Po upływie 30 minut wyłowili oni ciało chłopca i zabrali do szpitala Bethanien-Krankenhaus, gdzie stwierdzono jego śmierć.
O zdarzeniu dowiedziano się z mediów dzień później. Pod adresem żołnierzy NRD pojawiły się ze strony mieszkańców Berlina Zachodniego zarzuty dotyczące celowego utrudniania akcji ratunkowej, które nie znalazły jednak jednoznacznego potwierdzenia. W raportach służbowych straży granicznej nie znaleziono bowiem jakiegokolwiek wpisu o znajdującym się w rzece dziecku. Potwierdzono natomiast, iż akcja ratownicza straży pożarnej miała miejsce dopiero dwie godziny po zdarzeniu. Uczestniczący w tejże strażacy zeznali, iż poszukiwania ich obserwowane były przez załogę łodzi patrolowej NRD, która znajdowała się w odległości 30 metrów od zachodnioberlińskiego nabrzeża. Ustalono, iż skuteczne uratowanie chłopca byłoby możliwe gdyby pomoc nadeszła po upływie najwyżej ośmiu minut po zdarzeniu.
W celu ustalenia faktu jakoby Andreas Senk stał się ofiarą śmiertelną granicy niemiecko – niemieckiej zachodnioberliński redaktor i publicysta Martin Ahrends zadał retoryczne pytanie: „Czy Andreas Senk jest ofiarą Muru Berlińskiego?“ W ramach argumentacji swojej twierdzącej odpowiedzi podał następujące fakty:
„To, że straż pożarna została zaalarmowana za późno nie miało [wprawdzie] jakiegokolwiek podłoża politycznego. Tylko w ciągu maksymalnie ośmiu minut po wepchnięciu do wody istniała szansa, że Andreas Senk zostałby jeszcze wyłowiony żywym. Ale w tym miejscu szansa ta była zdecydowanie mała i to właśnie ma podłoże polityczne. «W berlińskim pasie śmierci nie ma przecież przechodniów, którzy mogliby w takiej sytuacji kogokolwiek uratować», pisze [ówczesny] sprawozdawca. «A gdyby nawet już tacy byli, to czy nie musieliby liczyć się z faktem zastrzelenia zaraz po wejściu do wody?»“
Według ustaleń Ahrendsa chłopiec sklasyfikowany został jako (pośrednia) ofiara Muru Berlińskiego – nie poniósł bowiem śmierci na skutek wypadku podczas próby jego przekroczenia, sprawcami tejże nie byli także żołnierze wojsk granicznych (nie udowodniono im zarówno uśmiercenia, jak i nieudzielenia pomocy czy utrudniania tejże). Samo istnienie Muru uznane zostało przez niego jednak jako istotny czynnik decydujący o niepowodzeniu akcji ratunkowej i ostatecznie wypadku ze skutkiem śmiertelnym.
Andreas Senk należał do grupy co najmniej piątki dzieci (innymi byli Cengaver Katrancı, Siegfried Kroboth, Giuseppe Savoca oraz Çetin Mert), które zmarły na skutek utonięcia w okolicach linii granicznej przebiegającej w podzielonym Berlinie obok nabrzeża Gröbenufer.

## Literatura
- Hans-Hermann Hertle, Maria Nooke: Die Todesopfer an der Berliner Mauer 1961-1989. Ein biographisches Handbuch, Links, Berlin 2009, ISBN 978-3-86153-517-1.